# Желязни-Мост (Нижньосілезьке воєводство)
Желязни-Мост (пол. Żelazny Most, нім. Eisemost) — село в Польщі, у гміні Польковиці Польковицького повіту Нижньосілезького воєводства.
Населення — 161 особа (2011).
У 1975-1998 роках село належало до Легницького воєводства.

## Демографія
Демографічна структура станом на 31 березня 2011 року:
|          | Загалом | Допрацездатний вік | Працездатний вік | Постпрацездатний вік |
| -------- | ------- | ------------------ | ---------------- | -------------------- |
| Чоловіки | 89      | 23                 | 56               | 10                   |
| Жінки    | 72      | 15                 | 38               | 19                   |
| Разом    | 161     | 38                 | 94               | 29                   |